# Nesoxypilus albomaculatus
Nesoxypilus albomaculatus es una especie de mantis de la familia Amorphoscelidae.

## Distribución geográfica
Se encuentra en Australia.